# Agustín de Burgos
Agustín de Burgos y Llamas (Sevilla, 1828-Madrid, 1892) fue un militar y político español, senador en las Cortes de la Restauración y director general de la Guardia Civil.

## Biografía
Nació el 10 de abril de 1828 en Sevilla. Teniente general del ejército desde 1874, procedía del cuerpo de Infantería. Obtuvo, entre otras condecoraciones, una gran cruz del Mérito Militar. Capitán general de Granada, Andalucía y Castilla la Vieja, fue en diferentes ocasiones director general de las armas y también de la Guardia Civil, periodo durante el cual organizó la conducción de presos por ferrocarril. Obtuvo escaño de senador electivo en 1881, por la provincia de Oviedo, y pasó a ser vitalicio desde 1883, cargo que juró en 1884. Falleció el 17 de marzo de 1892 en Madrid y fue sepultado en la sacramental de Santa María.